# 야나기사와 아쓰시
야나기사와 아쓰시(일본어: 柳沢 敦, 1977년 5월 27일 ~ )는 일본의 전 축구 선수이다. 선수 시절 포지션은 공격수였다.

## 축구인 생활

### 선수 생활
야나기사와는 1996년 가시마 앤틀러스에서 J리그에 데뷔했고, 2003년부터 2005년까지 이탈리아 세리에 A의 UC 삼프도리아와 ACR 메시나에서 뛰었다. 이후 2006년 자신의 친정팀인 J리그의 가시마 앤틀러스로 이적하며 일본에 복귀했고, 2008년 교토 상가 FC로 다시 이적했다. 2011년에는 베갈타 센다이으로 이적했고, 2014년까지 뛰다가 은퇴했다.

### 국가 대표 생활
야나기사와는 1997년 FIFA 세계 청소년 축구선수권대회 당시 일본 청소년 축구 국가대표팀에 선발되었으며, 2000년 하계 올림픽에도 일본 올림픽 축구 대표팀의 일원으로 출전했다. 이후 2000년 AFC 아시안컵, 2002년 FIFA 월드컵, 2005년 FIFA 컨페더레이션스컵, 2006년 FIFA 월드컵에서 일본 축구 국가대표팀의 일원으로 출전했다. 그는 2006년까지 국제 A매치 통산 58경기에 출전, 17득점을 넣었다.

## 통계
| 일본 | 일본 | 일본 |
| 연도 | 출전 | 득점 |
| ---- | ---- | ---- |
| 1998 | 2    | 0    |
| 1999 | 4    | 0    |
| 2000 | 10   | 4    |
| 2001 | 6    | 5    |
| 2002 | 9    | 0    |
| 2003 | 5    | 2    |
| 2004 | 8    | 2    |
| 2005 | 10   | 4    |
| 2006 | 4    | 0    |
| 통산 | 58   | 17   |

## 수상

### 개인
- 1997년 J리그 올해의 신인상
- 1998년 J리그 베스트 11
- 2000년 J리그 올해의 선수상
- 2001년 J리그 베스트 11
- 2001년 일본 올해의 축구 선수
- 2008년 J리그 베스트 11

### 클럽
- 가시마 앤틀러스
  - J리그 우승 4회 : 1996년, 1998년, 2000년, 2001년

### 국가대표팀
- 2000년 AFC 아시안컵 우승